# Вуаръярви (озеро, Муезерский район)
Вуаръярви — озеро на территории Ледмозерского сельского поселения Муезерского района Республики Карелия.
Площадь озера — 1,4 км². Располагается на высоте 135,4 метров над уровнем моря.
Форма озера продолговатая; вытянуто с северо-запада на юго-восток. Берега каменисто-песчаные.
Озеро протокой соединяется с Большим Лепозером, из которого вытекает протока, впадающая в Унгозеро, через которое протекает река Унга.
Населённые пункты возле озера отсутствуют. Ближайший — посёлок Северный — расположен в 18 км к югу от озера. С востока водоёма проходит лесовозная дорога.
Код объекта в государственном водном реестре — 02020001311102000008043.